# Michael Thamm (Journalist)
Michael Thamm (* 1. August 1957 in Lichtenau; † 3. Oktober 2010) war ein deutscher Journalist. Von 2001 bis 2009 war er Leiter des WDR-Studios in der ostwestfälischen Stadt Bielefeld.
Michael Thamm war nach einem Volontariat bei der Tageszeitung Die Glocke zwei Jahre als Lokalredakteur in Ahlen tätig. Zum Westdeutschen Rundfunk kam er 1983 als Regionalkorrespondent für die Kreise Paderborn und Höxter. 1990 wurde Thamm Redakteur im WDR-Studio Bielefeld, 1997 Fernsehredaktionsleiter und stellvertretender Studioleiter und 2001 Studioleiter. Diese Aufgabe nahm er bis 2009 wahr. Dann ließ er sich für zwei Jahre beurlauben und starb während dieser Zeit.
Mehr als 10 Jahre moderierte er die Lokalzeit für Ostwestfalen-Lippe und war laut Hörfunkdirektor Wolfgang Schmitz „für viele Menschen in Ostwestfalen Gesicht und Stimme des WDR“.
Thamm war aktiv im Netzwerk Recherche und recherchierte in Mexiko, El Salvador, Costa Rica, Somalia, Eritrea, Jemen und Afghanistan. In der Zeit während der Beurlaubung ab 2009 reiste er für die Deutsche Welle Akademie nach Ghana und Sambia, um dort Journalisten zu unterstützen, und war für die Bundeszentrale für politische Bildung tätig.